# École Yehudi Menuhin
L'école Yehudi Menuhin est une école spécialisée dans la musique à Cobham dans le Surrey en Angleterre. Elle a été fondée en 1963 par le célèbre violoniste Yehudi Menuhin.
Elle prend en charge environ 60 garçons et filles dont l’âge est compris entre 8 et 18 ans, qui jouent tous au moins un instrument — instrument à cordes ou piano — à un niveau exceptionnellement élevé. Des sujets plus théoriques sont également étudiés, mais l’accent est mis sur le développement des aptitudes en musique classique.

## Anciens élèves
- Richard Hyung-ki Joo
- Hiroko Sasaki